# 一氧化铌
一氧化铌 是一种无机化合物，化学式 NbO。它是一种灰色固体，有高导电性。

## 结构和电性质
NbO 的结构是一种特殊的立方晶系，类似于氯化钠结构，但一些原子被删除而使它们都有平面四边形的配位结构。 铌中心排列在八面体中，并且与铌的低卤化物中的八面体铌簇结构相似。 在NbO中，Nb-Nb的键长为298 pm，而在铌金属中为285 pm。  一项对一氧化铌的键的研究得出结论，金属中心之间存在牢固且几乎共价的键。 
它在 1.38 K 以下是一种超导体。 它用于电容器中，在NbO晶粒周围形成一层Nb2O5作为电介质。 

## 制备
NbO 可以由Nb2O5 被 H2 还原而成。它更常见的制备方法是由归中反应制成：
Nb2O5  + 3 Nb → 5 NbO